# 迦旃延
迦旃延（かせんねん、カッチャーナ、Katyayana）は、釈迦の十大弟子の一人であり、論議第一と称せられる。
摩訶（まか、Mahā＝「偉大なる」の意）を冠して摩訶迦旃延（梵:Mahākātyāyana マハーカーティヤーヤナ、巴:Mahākaccāna マハーカッチャーナ）、大迦旃延などとも呼ばれる。彼の名前は、経典などにより表記が著しく異なるが、主なものとしては音訳としては摩訶迦多衍那、婆帝梨迦、大迦旃延、大迦多衍那、大迦多演那などが、意訳としては好肩、文飾、大剪剔種男、大浄志などがあげられる。なお、「迦旃延」とは、婆羅門種の十姓の一つであり、姓を以って名としている。
パーリ仏典には、彼の名を記したカッチャーナゴッタ経（Kaccānagotta Sutta）が存在する。

## 出身
彼の出身などにはいくつかの説がある。
1. 西インドのアヴァンティ国の首都ウッジャイニーの婆羅門出身（クシャトリヤ説あり）で、チャンダパッジョータ王の帝師の子で、王の命により釈迦仏を招くために、7名の王臣と共に仏所に赴き出家した。
2. 南インドの婆羅門出身で、かつて釈迦誕生時に相せし阿私陀仙（アシタ仙人。釈迦が将来、仏となると予言した）の弟子で、師の娘を娶り、また師の遺命により仏弟子となった。[要出典]

## 経歴
彼がいつ仏教教団に入ったかはわからないが、初期の仏教伝道において重要な働きをした。
なお、彼の出身説1では、その地域はいまだ布教圏外だったので、仏や舎利弗、目連の滅後、教団の中心となってよく活躍したという。
子供の頃より聡明で、一度聞いた内容は忘れず良く理解したと言われる。それでも難解で理解できないことがあり、釈迦に教えを請うことになり、これがきっかけで弟子となったとされる。
『Udāna』V.6によると、アヴァンティ国のクララガァーラ・パパータ山に住み、ソーナ・コーリヴィーサ(億耳)を出家させたという。
仏の教えを広く解りやすく、義を分別して広説し、釈迦仏から讃嘆された。幾人かの王に四姓（祭司＞武士＞平民＞隷民のカースト制度）の平等を説いて回ったといい、南方所伝の仏教でも釈迦滅後も弘教に努めたといわれる。